# Angelo de Mojana di Cologna
Angelo de Mojana di Cologna, né le 13 août 1905 à Milan et mort le 13 janvier 1988 à Rome, est un religieux italien, qui est le 77e grand maître de l'ordre souverain de Malte de 1962 à 1988.

## Biographie
Au cours de son grand magistère qui dure plus d'un quart de siècle, Angelo de Mojana di Cologna poursuit le développement de l'ordre souverain de Malte et de ses actions caritatives envers les pauvres et les malades. Il renforce également les liens diplomatiques de l'ordre souverain de Malte avec la communauté internationale. À l'occasion de son jubilé (25e anniversaire de son élection comme grand maître de l'ordre souverain de Malte), le pape Jean-Paul II le nomme chevalier de l'ordre du Christ. 
Mojana demeure le dernier récipiendaire de cet ordre prestigieux, le plus élevé dans la hiérarchie des ordres pontificaux.

## Décorations et distinctions

### Décorations de l'ordre souverain de Malte
- Grand maître de l'ordre souverain de Malte (1962)
- Collier de l'ordre pro Merito Melitensi, classe civile (1962).

### Honneurs d'autres États souverains
- Chevalier grand'croix au grand cordon de l'ordre du Mérite de la République italienne (8 octobre 1962)[1]
- Grand'croix de l'ordre du Christ du Portugal (21 septembre 1967).
- Chevalier de collier de l'ordre de l'Infant Dom Henri du Portugal (2 septembre 1983).
- Chevalier de l'ordre du Christ du Saint-Siège (1987).
- Grand'croix de l'ordre de Charles III d'Espagne (12 juillet 1965)[2].

### Ordres dynastiques
- Chevalier de la Toison d'or (branche autrichienne) (30 novembre 1972).
- Chevalier de l'ordre suprême de la Très Sainte Annonciade (1974).
- Grand'croix de l'ordre des Saints-Maurice-et-Lazare (1974).
- Grand'croix de l'ordre de la Couronne d'Italie (1974).